# Svalbard Lufthavn, Longyear
Svalbard Lufthavn, Longyear, (IATA: LYR, ICAO: ENSB) er en civil lufthavn på øen Spitsbergen, 3 km nordvest for Longyearbyen, Svalbard. Lufthavnen er verdens nordligste lufthavn med regulær rutetrafik. Den første lufthavn i nærheden af Longyearbyen blev bygget under 2. verdenskrig. I 1959 blev den taget i brug til lejlighedsvise flyrejser, men kun få måneder om året. Opførelsen af den nuværende lufthavn ved Hotellneset påbegyndtes i 1973 og byggeriet blev officielt indviet 2. september 1975. Den ejes og drives af det statsejede selskab Avinor.
I 2010 ekspederede lufthavnen 125.781 passagerer og 6.490 flybevægelser. Scandinavian Airlines flyver dagligt til Oslo og Tromsø med Boeing 737, og Lufttransport flyver til de 2 andre lufthavne på Svalbard; Ny-Ålesund og Svea med et Dornier 228 turbopropfly. Der er regelmæssig chartertrafik med turister til øgruppen.

## Historie

### Adventdalen
Den første primitive flyveplads på Svalbard blev anlagt i Adventdalen nær Longyearbyen af Luftwaffe under 2. verdenskrig. Efter krigen blev flyvepladsen ikke benyttet, da øgruppen udelukkende blev betjent af skibe i sommerperioden og var isoleret fra november til maj på grund af at havet frøs til. Luftforsvaret begyndte i starten af 1950'erne at flyve post med et PBY Catalina fragtfly, der lettede fra Tromsø og smed postpakker ned over Bjørneøen og Longyearbyen. Flyene landede aldrig på øerne indtil 9. februar 1959, hvor en fastboende var blevet alvorligt syg og havde behov for at komme under behandling på fastlandet. Personale fra Store Norske Spitsbergen Kulkompani ryddede landingsbanen i Adventsdalen og landingen forløb planmæssigt. Den 11. marts samme år foregik anden landing, da et fly landede med post og fragt.
Catalina-flyet var velegnet til flyvning med post og mindre gods, men som permanent flytype til både passagerer og fragtflyvninger var det ikke egnet på grund af flyets begrænsende volume. Store Norske kontaktede det norske flyselskab Braathens SAFE med henblik på en flyvning til Svalbard. Den første ankomst fandt sted 2. april 1959, da et Douglas DC-4-fly med 54 passagerer om bord landede efter en tur fra Bardufoss Lufthavn. På det tidspunkt havde Store Norske anlagt en landingsbane der var 1.800 meter lang og 40 meter i bredden. Næste landing var i 1962 efterfulgt af én i 1963, mens der i 1964 var to ankomster til Svalbard. På grund af manglende banelys var flyvninger kun muligt i dagslys, hvilket hindrede flyvninger i dele af december og januar, hvor solen aldrig står op. I april kunne banen smelte og flyvninger til flyvepladsen var begrænset til et absolut minimum i løbet af sommeren. Navigationen blev udført ved hjælp af radiosignaler fra Bjørneøen og Isfjorden.
Den første landing om natten skete 8. december 1965. En DC-4 lettede fra den nye Tromsø Lufthavn og droppede postpakker på Bjørneøen, før den fortsatte til Longyearbyen. Landingsbanen blev lyst op ved hjælp af petroleumslamper og lygter fra biler parkeret langs banen. En radiosender blev også installeret på Hotellneset helt ude ved kysten. I løbet af 1965-66 havde Braathens 16 flyvninger til Svalbard. De næste 2 år var det Scandinavian Airlines System (SAS), der havde kontrakt på flyvningerne, indtil de igen gik over til Braathens i 1969. Fred. Olsens Flyselskap foretog sin første flyvning til Svalbard i 1966. I 1969 havde i alt 50 fly gjort stop på Svalbard, og i 1972 var det antallet af flyvninger øget til 100. På det tidspunkt var Braathens SAFE begyndt at bruge et Douglas DC-6B-fly. Det var også omkring det tidspunkt, hvor Store Norske installerede permanent banelys i lufthavnen. Det første jetfly, en Fokker F-28, landede den 29. april 1972. Fra 1974 blev et Boeing 737-200C-fly taget i brug på flyvningerne til Svalbard. Braathens SAFE byggede et lille depot med reservedele og et tankanlæg med plads til 90.000 liter brændstof til fly. Aeroflot begyndte flyvninger til Adventdalen i 1973, for at betjene de tilstødende russiske samfund som Barentsburg.

### Hotellneset
Svalbardtraktaten fra 1920 præciserer, at ingen militære installationer er tilladt på øgruppen, og at hele Svalbard er en demilitariseret zone. De sovjetiske myndigheder var bekymret for om en permanent civil lufthavn også kunne bruges af det norske Luftforsvaret og militære styrker fra NATO. Men Sovjetunionen havde samtidig brug for en lufthavn, der kunne betjene deres befolkning på Barentsburg og Pyramiden, og i begyndelsen af 1970'erne indgik landene en aftale omkring opførslen af en ny lufthavn på Svalbard.
Byggeriet af den nye lufthavn på Hotellneset begyndte i 1973. På grund af klimaet på Svalbard skulle lufthavnen bygges på jord med permafrost. Landingsbanen er isoleret fra jorden så den ikke smelter ned om sommeren. Terminalbygningen er frosset ned i jorden, med søjler der først blev varmet ned i undergrunden og dernæst frosset fast på grund af permafrosten. Landingsbanen var plaget af jævnlige frosthævninger på grund af konstruktionsfejl under etableringen, hvilket tvang lufthavnen til jævnligt at skifte asfaltbelægningen. I 1989 blev dele af banen igen isoleret på de områder, som var værst ramt fra frosten. I 2006 blev de resterende dele af banen isoleret igen. En opgradering og renovering af terminalbygningen blev afsluttet i 2007, og det samlede areal kom op på 3.100 m2.

### Flyvning
Både Braathens SAFE og SAS ansøgte om at flyve til Svalbard på en offentlig kontrakt. SAS vandt kontrakten og havde en ugentlig flyvning. I perioden fra lufthavnen blev taget i brug til den officielle åbning i 1975 fortsatte Braathens med at flyve charterflyvninger for Store Norske. Den første landing i den nye lufthavn skete 14. september 1974 med et Fokker F-28-fly. Braathens ophørte med deres flyvninger 1. september 1975. De russiske autoriteter gav også tilladelse til, at Aeroflot kunne flyve ugentligt imellem Svalbard og lufthavnen i Murmansk. Det første forsøg på officielt at åbne lufthavnen fandt sted 14. august 1975, da SAS forsøgte at lande med et McDonnell Douglas DC-9-fly. Blandt gæsterne om bord var Norges konge Olav V, men på grund af tæt tåge over Longyearbyen måtte flyet vende tilbage til fastlandet igen. Den 1. september brugte man et Fokker F-28 fra Braathens til at kalibrere landingsbanen med. Om bord sad piloter fra Aeroflot og SAS, der skulle oplæres i de specielle landingsbetingelser på Svalbard. Dagen efter gjorde man igen et forsøg på at åbne lufthavnen officielt, og denne gang kunne flyet med de indbudte gæster lande planmæssigt. Udover den regulære rutetrafik fløj Fred. Olsens Flyselskap fragtflyvninger på vegne af Store Norske.
Lufttransport har haft base i lufthavnen siden 1976. I 1984 blev 2 stk. Bell 212-helikoptere udstationeret på Svalbard på en kontrakt for Sysselmannen på Svalbard. Selskabet underskrev også en aftale med Kystvakten omkring fiskeriinspektion, der betød at Lufttransport udstationerede et Partenavia Spartacus-fly i lufthavnen. Siden 1994 har selskabet haft et Dornier 228 placeret på Svalbard, og i 2001 kom endnu et fly af samme type.
Den 14. august 1987 begyndte Braathens SAFE igen at flyve til Svalbard, og for første gang var der ruteflyvning i dagstimerne, da SAS udelukkende fløj om natten. I 2002, efter at SAS havde købt Braathens, overtog Braathens samtlige ruteflyvningerne til Longyearbyen. Fra maj 2004 fusionerede de selskaber til SAS Braathens, som igen blev til SAS Norge fra 1. juni 2007. Fra 1. april til 1. november 2004 fløj Norwegian Air Shuttle 3 ugentlige afgange fra Longyearbyen til Tromsø og Oslo med et Boeing 737-300-fly, men ruterne blev nedlagt på grund af lave salgstal. Den 27. marts 2008 prøvede selskabet igen med rutetrafik til Svalbard. Denne gang benyttede de et større Boeing 737-800-fly til 2 ugentlige returflyvninger imellem Oslo og Longyearbyen, men ruten blev igen nedlagt inden for det samme år.

## Faciliteter
Lufthavnen er placeret 3 km nordvest for Longyearbyen, der er den største by på Svalbard. Den betjener også det nærtliggende russiske samfund Barentsburg. Selvom Norge er med i Schengen-samarbejdet, er Svalbard fritaget, ligesom der ikke er paskontrol i lufthavnen.
Der er 200 gratis udendørs parkeringspladser. Der er taxi, udlejningsbiler og lufthavnsbusser tilgængelige i lufthavnen. SAS Ground Handling tager sig af handling af fly, passagerer og fragt i lufthavnen.
Landingsbanen er 2.323 meter lang, og der er installeret instrumentlandingssystem, men der er ingen rulleveje tilknyttet banen. Den 45 meter brede landingsbane har to drænrør under asfalten, der tillader vand fra det nærliggende fjeld, Platåberget, at løbe under banen. Omkring 1/3 del af landingsbanen er gravet ind i terrænet, og den sidste del er anlagt på en dæmning. Under asfalten ligger et lag på 1-4 meter af froststabilt grus, der hindrer jordskred om sommeren.

## Flyselskaber og destinationer
| Flyselskaber  | Destinationer           |
| ------------- | ----------------------- |
| Lufttransport | Ny-Ålesund, Svea        |
| Norwegian     | Oslo-Gardermoen         |
| SAS           | Oslo-Gardermoen, Tromsø |

Lufttransport har en base på Svalbard med 2 stk. 19-sæders Dornier 228-fly og 15 ansatte. Flyselskabet har 2 ugentlige afgange til Ny-Ålesund på vegne af Kings Bay med forskningspersonale og cirka 30 afgange om ugen til Svea Flyveplads på vegne af Store Norske Spitsbergen Kulkompani med personale til minedrift. Disse ruter omfatter transport af 21.000 passagerer og 500 tons fragt om året. På vegne af den norske Kystvakten flyver Lufttransport omkring 400 timer årligt med overvågning af havet fra luften. Scandinavian Airlines flyver seks gange om ugen til Tromsø Lufthavn og videre til Oslo Lufthavn, Gardermoen.
Den norske helikopterselskab Airlift har base med flere helikoptere i lufthavnen. De russiske myndigheder og mineselskabet Arktikugol har tilladelse til helikopter transport i en direkte rute imellem Longyearbyen og Barentsburg.

### Trafikstatistik
| År   | Passagerer | % forskel | Flybevægelser | % forskel |
| ---- | ---------- | --------- | ------------- | --------- |
| 2010 | 125.781    | 2.7       | 6.490         | 1.8       |
| 2009 | 129.336    | 6.9       | 6.609         | 25.8      |
| 2008 | 138.934    | 7.4       | 8.911         | 26.1      |
| 2007 | 129.317    | 1.0       | 7.064         | 8.3       |
| 2006 | 128.067    | 7.9       | 6.521         | 7.6       |
| 2005 | 95.231     | 2.3       | 6.062         | 3.3       |
| 2004 | 93.100     | 7.8       | 6.268         | 13.3      |
| 2003 | 86.354     | 0.1       | 5.963         | 7.8       |
| 2002 | 86.267     | 1.7       | 5.532         | 6.1       |
| 2001 | 87.770     | 13.0      | 5.890         | 20.6      |
| 2000 | 77.702     | 24.7      | 4.882         | 21.3      |

## Ulykker
Den 10. oktober 1986 styrtede et Cessna 185 fra Antarctax umiddelbart efter start fra Svalbard Airport i retning af Ny-Ålesund. Alle 6 ombordværende blev dræbt ved ulykken.
Den 29. august 1996 styrtede et russisk Tupolev Tu-154M-fly ned i Operafjellet under indflyvning til Svalbard Lufthavn (Vnukovo Airlines Flight 2801). Flyet blev opereret af Vnukovo Airlines og var på vej fra Vnukovo International Airport ved Moskva til Longyearbyen med russiske og ukrainske minearbejdere. Flyet var ca. 3 km ude af kurs, da det styrtede ned 14 km fra landingsbanen. Alle 141 om bord omkom ved ulykken. Det er den flyulykke på norsk jord, som har kostet flest menneskeliv.